# 恩讐の彼方に
『恩讐の彼方に』（おんしゅうのかなたに）は、大正8年（1919年）1月に発表された菊池寛の短編小説である。初出は『中央公論』1919年1月号。翌1920年（大正9年）、作家自身の手によって『敵討以上』（かたきうちいじょう）として戯曲化されている（3幕、初出『人間』1920年4月）。このほか、1932年（昭和7年）には『恩讐の彼方に』と『敵討以上』を組み合わせて改作した短編小説『青洞門物語』（『冨士』1932年1月号）も発表されている。
江戸時代後期に、豊前国（大分県）の山国川沿いの耶馬渓にあった交通の難所に、青の洞門を開削した実在の僧である禅海の史実に取材した作品。しかし禅海は、小説の主人公である市九郎（了海）のようにこれを独力で掘り続けたわけではなく、托鉢勧進によって掘削の資金を集め、石工たちを雇って掘った。また敵討ちの話も作家による創作である。
新潮文庫において短編集『藤十郎の恋・恩讐の彼方に』を出版するにあたり、作家は「吉川英治」の名義で自らを絶賛する解説文を寄稿した。作家は「自分が書く。解説文は第三者でなければならないのなら、吉川英治の名で出す。吉川君にはぼくから話しておく」と語ったという。

## あらすじ
越後国柏崎生まれの主人公、市九郎は、主人である浅草田原町の旗本、中川三郎兵衛の愛妾であるお弓と密通し、それが三郎兵衛の知るところとなり、手討ちされそうになる。とっさに反撃に出た市九郎は、逆に三郎兵衛を斬り、主君殺しの大罪を犯す。市九郎は、茶屋の女中上がりのお弓にそそのかされて出奔、中川家は家事不取締に付き、お家断絶と沙汰される。　
東山道の鳥居峠で茶屋を開いた市九郎とお弓は、表の顔は茶屋の夫婦であるが、その裏で人斬り強盗を生業として暮らしていた。
江戸出奔から3年目の春、自らの罪業に恐れをなした市九郎は、お弓の許を離れ、美濃国大垣在の真言宗美濃僧録の寺である浄願寺で、明遍大徳の慈悲によって出家を果たし、法名を了海と名乗り、滅罪のために全国行脚の旅に出た。
享保9年（1724年）8月、赤間ヶ関、小倉を経て、豊前国に入った了海は、宇佐八幡宮に参拝し、山国川沿いにある耆闍崛山羅漢寺を目指した。樋田郷に入った了海は、難所である鎖渡しで事故によって亡くなった馬子に遭遇した。そこで、その難所の岩場を掘削して、事故で命を落とす者を救おうという誓願を立てる。
近在の人々は、そんな了海を狂癡の僧として扱い、見向きもしなかった。しかし、それが多年にわたると、何度か石工を雇って力を合わせようとするが、難工事のゆえに、長続きすることはなく、また、了海一人に戻る始末であった。
月日が経って、18年目の終りになり、中津藩の郡奉行の計らいにより、ようやく石工を雇って、掘削作業を進めることができるようになった。
三郎兵衛の子、中川実之助は、父の死んだ時は3歳であった。親類の許で養育され、13歳で父の非業の死の顛末を知る。実之助は、柳生道場に入門し、19歳で免許皆伝、仇討ちのため、27歳まで諸国を遍歴し、九州に入って福岡城下から中津城下へ来た。そこで、市九郎と素性が一致する了海という僧が、山国川の難所で艱難辛苦の最中であることを知り、現場に急行する。　
了海は、親の仇を名乗る実之助の前で、素直に斬られることを望むが、石工たちが必死に止めに入ったため、石工の統領の計らいで、洞門の開通まで仇討ちは日延べすることとなる。実之助は、本懐を遂げる日を1日でも早めるべく、石工たちに混じって掘削を始めた。
了海が掘り始めてから21年目、実之助が来て1年6ヵ月、延享3年（1746年）9月10日の夜九つ近く、ようやく洞門は開通する。
了海は「この法悦の中で往生できるなら、極楽浄土に生まれ変わることは疑いなしじゃ、お切りなされ」と、約束通り実之助に自分を討たせようとするが、市九郎の大慈大悲に心打たれた実之助は仇討ちの心を捨て、了海と互いに手を取り合い感激の涙を流すのだった。

## テレビドラマ

### 1961年
1961年4月22日にNHK総合テレビの『NHK劇場』（土曜20:00 - 23:00）で放送。
出演者
- 仲谷昇
- 浦里はるみ
- 佐竹明夫
- 金井修
- 北見浩一
- 二瓶秀雄
- 立川雄三

スタッフ
- 脚本：西川清之
- 演出：永井弘

### 1962年
1962年6月24日にNHK総合テレビの『こども名作座』で放送。
出演者
- 植村謙二郎

### 1968年
1968年5月28日に、毎日放送制作・NET（現：テレビ朝日）系列の『テレビ文学館 -名作に見る日本人-』（火曜22:00 - 23:00）の第9回に放送。
出演者
- 八代目松本幸四郎（初代松本白鸚）
- 有川博
- 加藤治子
- 内田朝雄
- 有馬昌彦
- 結城美栄子
- 西本裕行
- 橋爪功

スタッフ
- 脚本：千谷道雄
- 演出：信太正行
- 制作：現代演劇協会、毎日放送

## 関連作品
- Creatures〜生きとし生けるもの達へ - Child-Dream（現・株式会社ミスタ・ストーリーズ）が製作・販売したRPGツクール95作品。中盤のエピソードが本作をモチーフとしており、主人公が長年追い求めた仇敵の掘削作業を手伝い、その末に仇敵を許すという展開となっている。前編終了時には本作を名指ししてその旨を公言するメッセージが表示される。
- PSYCHO-PASS サイコパス - フジテレビ「ノイタミナ」にて2012年より放送され劇場展開もされている日本のアニメーション作品。2019年3月8日に劇場上映された劇場版三部作「PSYCHO-PASS サイコパス Sinners of the System Case.3『恩讐の彼方に＿＿』」にて、登場する少女が読んでいる小説として「恩讐の彼方に」が登場。作中の重要なアイテムの一つであると同時に、映画のタイトルにも使われている。
- 東京書籍出版の、「新編　新しい道徳⑥」（小学校道徳科用・文部科学省検定済教科書）に、気高い心の象徴として「㉚青の洞門」という題名で掲載されている。内容は、水死人が出たところから、実之助と了海が洞門貫通直後に手を固く握ったところまで。